# Stenaspis superba
Stenaspis superba là một loài bọ cánh cứng trong họ Cerambycidae.